# اندام‌های بازمانده ژنتیکی انسان
اندام‌های بازمانده ژنتیکی انسان یا اندام‌های وستیجیال انسان در مبحث تکامل انسان، شامل خصوصیت‌هایی (هم ارگان‌ها و هم اخلاقیات) می‌شود که طی یک انقلاب، همه یا بخشی از کارایی خود را در انسان‌ها از دست داده‌اند. هرچند آنها را زائده یا اندام وستیجیال می‌نامیم، اما در واقع در اغلب مواقع غیرکاربردی بوده یا گاهی دارای کاربردهای کمتری نسبت به خصایص اولیه می‌باشند. در بعضی از موارد بعضی از خصایص نیز به علت داشتن کاربردهای نامشخص اندام وستیجیال نامیده می‌شوند.

## تاریخچه
چارلز داروین در کتاب نزول انسان (۱۸۹۰) لیستی از خصایصی که شامل اندام‌های وستیجیال می‌شوند را ارائه نمود که شامل عضلات گوش، دندان عقل، زائدهٔ آپاندیس، استخوان دم (دنبالچه)، موهای بدن، لایه چشمی در داخل گوشه جلویی چشم.

## رفتارهای بازمانده از فرایند تکامل انسان

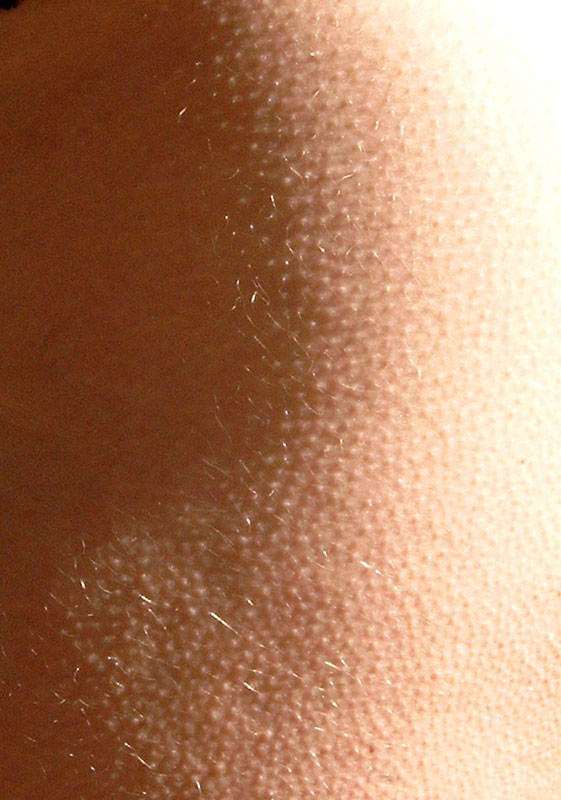
سیخ شدن موها در هنگام هیجان یا احساس سرما

سیخ شدن موها در انسان تحت هیجان و استرس یک واکنش غیرارادی بازمانده از اجداد پیشین انسان‌ها است. یک کارکرد احتمالی در اجداد تکاملی دور بشر، بلند کردن موهای بدن، برای بزرگتر نشان دادن اجداد و ترساندن شکارچیان بوده است. بلند کردن مو همچنین برای به دام انداختن یک لایه اضافی هوا، برای گرم نگه داشتن انسان‌های اولیه استفاده می‌شود. با توجه به کاهش مقدار مو در انسان، اما همچنان این اثر در فرایند تکامل به‌طور کامل حذف نشده و در هنگام سرما یا استرس پوست انسان به همان صورت اجداد خود تغییر می‌کند.

### واکنش غیرارادی دست‌ها
تصور می‌شود که رفلکس گرفتن و جمع شدن دست‌ها یک رفتار باقی‌مانده در نوزادان انسان است. هنگام قرار دادن انگشت یا شیء روی کف دست نوزاد، آن را به‌طور ایمن و محکم می‌گیرد. برخی از نوزادان ۳۷٪ وزن خود را (طبق یک مطالعه در سال ۱۹۳۲) می‌توانند از طریق آویزان شدن از میله تحمل کنند، اگرچه هیچ راهی وجود ندارد که بتوانند به مادر خود بچسبند. چنگ زدن در پاها نیز مشهود است. هنگامی که کودک نشسته است، پاهای او حالتی خمیده به خود می‌گیرند، مشابه آنچه در یک شامپانزه بالغ مشاهده می‌شود. بر خلاف انسان‌های امروزی، یک پستاندار اولیه (انسان اولیه) موی بدن بسیاری داشته که نوزادش می‌توانست به آن بچسبد، بنابراین به مادرش اجازه می‌داد از خطر فرار کند، مانند بالا رفتن از درخت در حضور یک شکارچی بدون اینکه مجبور باشد با دست‌هایش نوزادش را بگیرد.

### سکسکه
پیشنهاد شده است که سکسکه یک اثر بازمانده از تکامل در انسان است که از اجداد دور دوزیست به انسان رسیده است. دوزیستان مانند قورباغه‌ها هوا و آب را از طریق یک رفلکس حرکتی نسبتاً ساده شبیه به سکسکه پستانداران در سراسر آبشش خود بلعیده و پخش می‌کنند مسیرهای حرکتی که سکسکه را قادر می‌سازند در اوایل رشد جنین، قبل از مسیرهای حرکتی که تهویه طبیعی ریه را امکان‌پذیر می‌کنند، شکل می‌گیرند؛ بنابراین، بر اساس تئوری خلاصه، سکسکه از نظر تکاملی مقدم بر تنفس ریوی مدرن است.

## آناتومیک

### دنبالچه
دنبالچه، بقایای دم از بین رفته است. تمامی پستانداران در مرحله ای از زندگی خود دارای دم هستند. در انسانها نیز به مدت ۴ هفته وجود دم مشاهده می‌گردد که این چهار هفته، مطابق با مراحل ۱۴ تا ۲۲ رویان انسان می‌باشد. این دم در روزهای ۳۱ تا ۳۵ رویان به برجسته‌ترین حالت خود می‌رسد.

### دندان عقل
دندان‌های عقل سومین دندان آسیاب هستند که اجداد بشری از آنها برای آسیاب یا خرد کردن رشته‌های گیاهان استفاده می‌کردند. بدیهی‌ترین دلیل برای وجود دندان عقل این است که اجداد انسان دارای فکهای بزرگتر و دندانهای بیشتری بوده‌اند. وجود دندانهای بیشتر کمک به جویدن قسمت‌های سخت گیاهان می‌کرد و در نتیجه عمل هضم راحت تر می‌شد. با تغییر در رژیم غذایی انسان، انتخاب طبیعی فک‌های کوچک را برگزید، در حالیکه همچنان دندان آسیاب سوم یا «دندان عقل» هنوز هم در آرواره اکثر انسان‌ها به چشم می‌خورد.

### گوش
گوش‌های بوزینه دم‌کوتاه و اکثریت دیگر میمون‌ها در مقایسه با گوش انسان دارای عضلات بسیار پیشرفته تری می‌باشد و به همین دلیل قادر به حرکت دادن گوش خود می‌باشند. حرکت کردن گوش کمک به بهتر شنیدن تهدیدات احتمالی می‌کند. عضلات گوش در انسان‌ها و دیگر پستانداران نخستین مانند اورانگوتان و شامپانزه به میزان کمی پیشرفت کرده و حتی بعضی از عضلات کارایی خود را از دست داده است، با این وجود گوش خارجی به میزانی بزرگ است که قابل رویت می‌باشد.

### لایه‌ای در چشم
چین هلالی یک لایه داخل چشم است که در گوشه جلویی چشم به شکل تا خورده وجود دارد. این لایه از بقایای از بین رفته پلک سوم می‌باشد. پلک سوم در برخی از پستانداران به‌طور کامل و کارآمد، کارایی دارد. ماهیچه‌هایی که با پلک سوم نیز در ارتباط هستند، نیز اندام وستیجیال ی باقی مانده محسوب می‌شوند. تنها گونه از پستانداران نخستین که دارای پلک سوم کارامد می‌باشد، انگوان تیبو کالابار (نوعی میمون دم کوتاه جنگل‌های آفریقای باختری) می‌باشد.

### ساختمان عضلانی
پنداشته می‌شود که شماری از ماهیچه‌های بدن انسان‌ها اندام بازمانده باشند، بدین شکل که با مقایسه با عضلات مشابه در دیگر گونه‌ها در اندازه تغییر ایجاد شده. این تغییر می‌تواند شامل کاهش اندازه، یا به‌طور منظم تبدیل شدن به زردپی باشد یا اینکه در تعداد آن عضلات در بین افراد جمعیت متفاوت باشد.

### سر
عضلهٔ کوچک وابسته به استخوان پس‌سری، ماهیچه ای است که در پشت سر واقع شده که معمولاً به ماهیچه‌های تواتری گوش متصل می‌شود. این ماهیچه بصورت پراکنده و تک و توک در افراد وجود دارد. این ماهیچه در همه مردم مالایی (گروهی قومی ساکن در کشور مالزی)، ۵۶ درصد از آفریقایی‌ها، ۵۰ درصد از ژاپنی‌ها، ۳۶ درصد از اروپایی‌ها وجود دارد و در هیچ‌یک از افراد قوم خویی خویی در جنوب غربی آفریقا و در افراد بومی ملانزی وجود ندارد. دیگر ماهیچه‌های کوچک وابسته به قمحدوی و شنوایی، از نظر کثرت متنوع هستند.

### بازو
ماهیچه دراز کف‌دستی به شکل تاندونی کوچک بین ماهیچه خم‌کننده مچ به زند بالایی و ماهیچه خم‌کننده مچ به زند پایینی دیده می‌شود. این ماهیچه در همه افراد وجود ندارد و در حدود ۱۴ درصد از جمعیت وجود دارد و در قوم و نژادهای مختلف به‌طور چشمگیری متغیر می‌باشد.